# Aellopus atratus

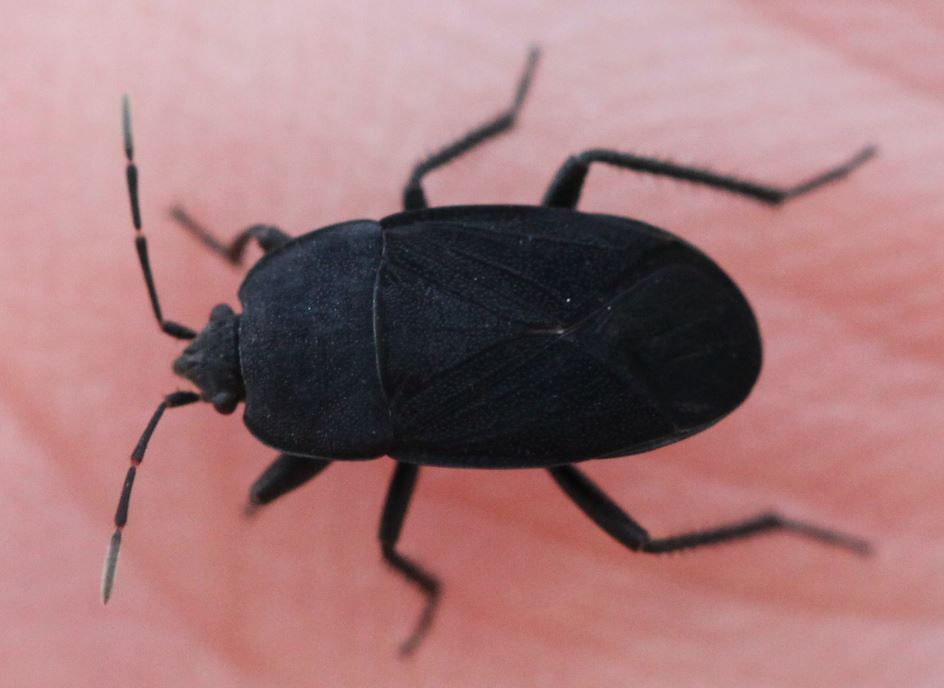
Dorsalsicht von Aellopus atratus

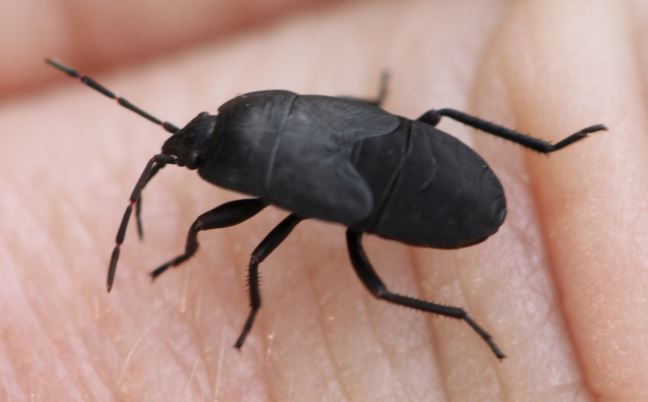
Nymphe von Aellopus atratus

Aellopus atratus, auch Borretsch-Bodenwanze genannt, ist eine Wanze aus der Familie der Rhyparochromidae. Sie trägt auch die Bezeichnung Borretsch-Wanze in Anlehnung an Borretsch, einer ihrer Futterpflanzen.

## Merkmale
Die Wanzen werden 7,5 bis 8,8 mm lang. Die mattschwarz gefärbten unbehaarten Wanzen sind von ovalförmiger Gestalt. Die Beine sind kurz und kräftig. Die Tibia (Schienen) sind beborstet.

## Verbreitung
Die Wanzenart ist im Mittelmeerraum einschließlich dem angrenzenden Nordafrika heimisch. Im Osten reicht ihr Vorkommen bis in den Kaukasus. In den letzten Jahren hat sie ihr Verbreitungsgebiet immer weiter nach Norden ausgedehnt. Man findet sie nun auch in klimatisch begünstigten Gebieten in Deutschland, im Benelux und in Polen. Sie ist die einzige Art der Gattung Aellopus in Mitteleuropa.

## Lebensweise
Die wärmeliebende und gesellige Art findet man häufig auf sandigen Böden an  Gewöhnlichem Natternkopf (Echium vulgare) und an Gemeiner Ochsenzunge (Anchusa officinalis), aber auch an anderen Raublattgewächsen (Boraginaceae). Aellopus atratus bildet eine Generation pro Jahr, wobei die Imagines überwintern. Ab August sind die adulten Wanzen der neuen Generation zu beobachten.

## Belege